# Bellinghausen (Königswinter)
Bellinghausen ist ein Ortsteil der Stadt Königswinter im nordrhein-westfälischen Rhein-Sieg-Kreis. Er gehört zum Stadtteil Oberpleis sowie zur Gemarkung Hasenpohl und umfasst auch die Ortschaft Zweikreuzen. Am 30. September 2022 zählte Bellinghausen 119, einschließlich Bellinghauserhof 133 Einwohner.

## Geographie
Bellinghausen liegt im Pleiser Hügelland auf einer Höhe von 156 bis 183 Meter über NN. Das Dorf wird von der Bundesautobahn 3 sowie von der parallel laufenden Schnellfahrstrecke Köln–Rhein/Main zerschnitten. Zu den nächstgelegenen Ortschaften gehören Hartenberg im Nordosten, Oberpleis im Osten, Hasenboseroth im Südosten und Bellinghauserhohn sowie Thomasberg im Westen.

## Geschichte
Die älteste Urkunde über einen Hof Bellinghausen stammt aus dem Jahr 1218: Item predium emptum ab Arnoldo de Eicdorp iacens in Beldinchusin, annuatim solvens III solidos. Dieser Hof wird als Besitzung der Propstei Oberpleis erwähnt. Am 1. Mai 1432 überträgt Heinrich von Bummelberch genannt der Hesse, Ritter und Methyl my (s)Elige huesfrauwe seinen hoff zo Bellynckhuysen im Kirchspiel Oberpleis mit allem Inventar an Abt und Konvent zu Heisterbach. Er hatte den Hof aber nur als Lehen, als Eigentümer ist weiterhin die Propstei Oberpleis angegeben. Laut dem Lagerbuch der Propstei Oberpleis von 1642 musste der Herrn von Heisterbach Hof zu Bellinghaußen an die Propstei jährlich neun Sömmer Hafer, ein Malter Roggen und 18 Albus liefern. Das Lehen Ramersdorfer Hof im Bellinghauser Hain wurde am 2. September 1649 von der Kommende Ramersdorf an das Kloster Heisterbach übertragen. Dabei wird erwähnt, dass die Hofanlage selbst seit 1577 nicht mehr besteht und das Lehen ritterfrei ist. Der Pachtzins an die Propstei Oberpleis betrug sieben Viertel Hafer und zwei Hühner.
In der Anfang des 19. Jahrhunderts durchgeführten Topographischen Aufnahme der Rheinlande lautete der Ortsname noch Belkhausen. Die beiden Siedlungen Bellinghauserhohn und Zweikreuzen sind nach 1834 entstanden, letzteres als Standort einer Schmiede und einer Gastwirtschaft. Der Ortsname Zweikreuzen nimmt Bezug auf zwei hier befindliche Wegekreuze aus den Jahren 1727 und 1707, die aus Sandstein bzw. Trachyt bestehen.
Einwohnerentwicklung
| Jahr | Einwohner |
| ---- | --------- |
| 1816 | 101       |
| 1828 | 112       |
| 1843 | 124       |
| 1885 | 113       |
| 1905 | 127       |
| 1955 | 291       |
| 1977 | 230       |

## Sehenswürdigkeiten

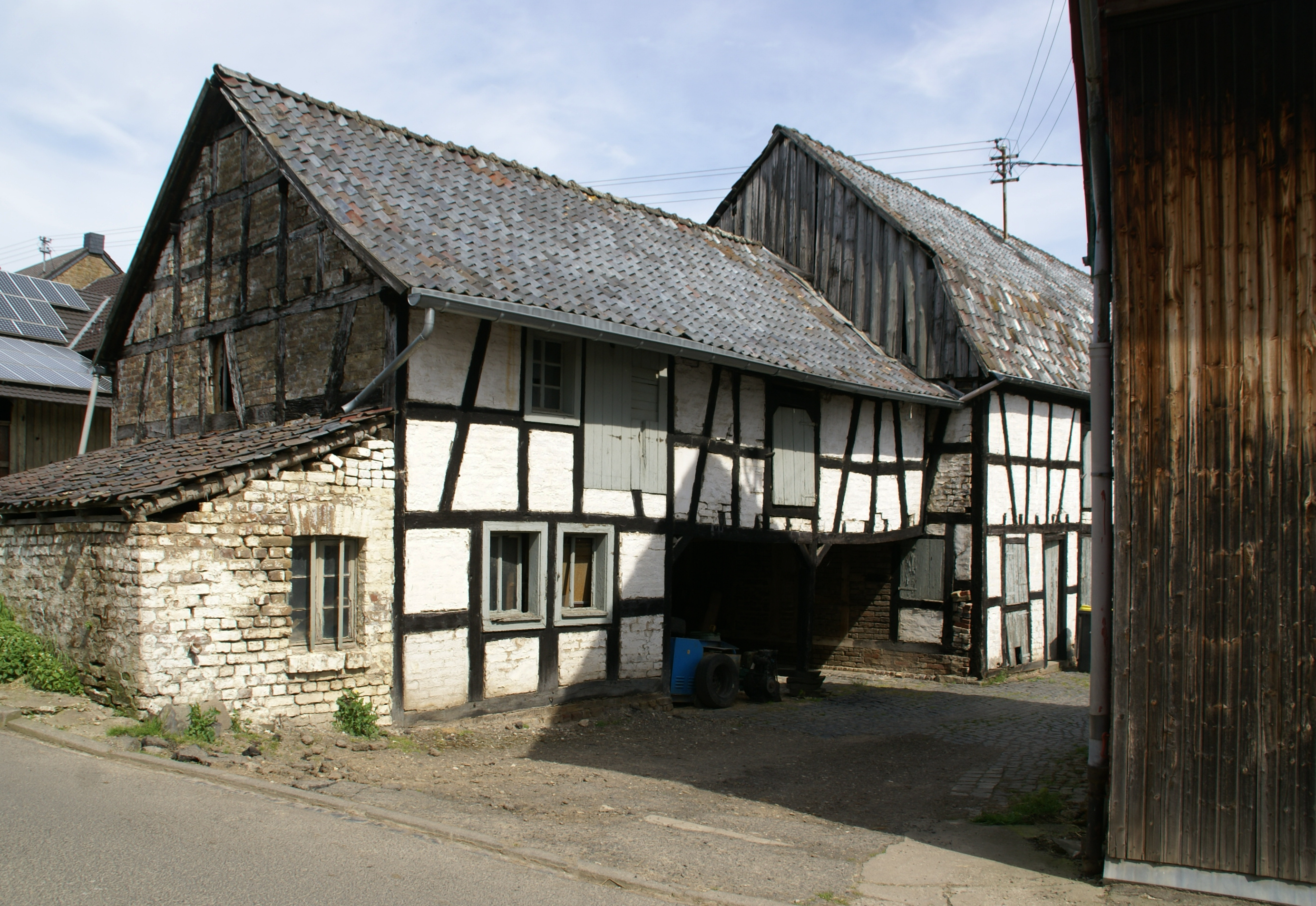
Denkmalgeschützte Fachwerkhofanlage, Bellinghausener Straße 21 (2014)

Als Baudenkmal unter Denkmalschutz stehen ein mehrflügeliger Fachwerkhof aus der zweiten Hälfte des 19. Jahrhunderts (Bellinghausener Straße 21), ein weiterer Fachwerkbau aus der Zeit um 1800 (Bellinghausener Straße 29) sowie vier, einschließlich Zweikreuzen sechs Wegekreuze.